# پادری

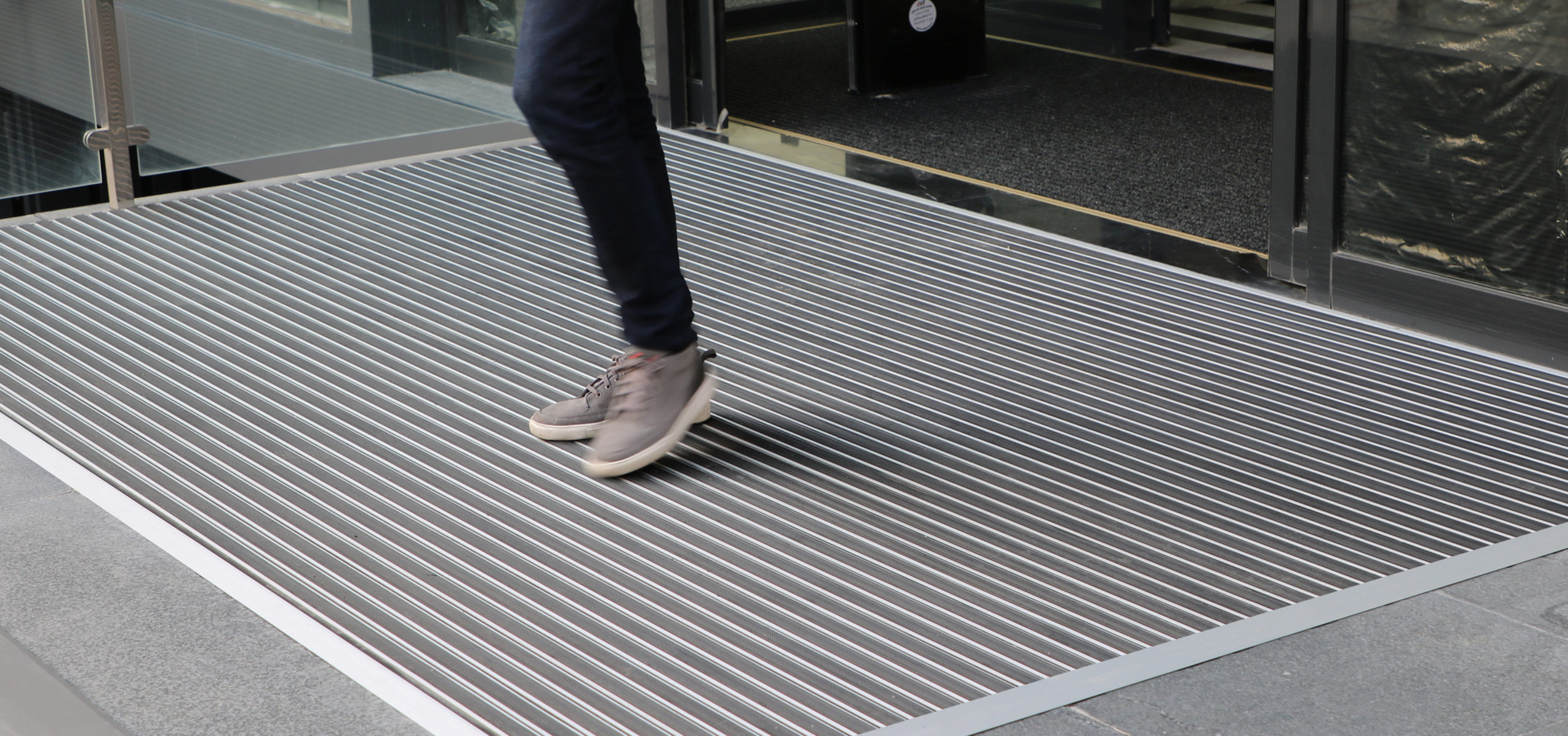
پادری آلومینیومی یا کفپوش درمت، مناسب برای درهای ورودی جهت جلوگیری از سُر خوردن و انتقال آلودگی از فضای خارجی به فضای داخلی هستند و همچنین علاوه بر حفظ نظافت محیط، به فضا زیبایی می‌بخشند.

پادری نوعی فرش یا گلیم یا موکت صاف است که برای استفاده در بیرون یا درون محیط است و برای جلوگیری از انتقال آلودگی به هنگام تردد افراد و حفظ نظافت و بهداشت استفاده می‌شود.

## پادری مدرن آلومینیومی
پادری آلومینیومی (پادری صنعتی، بیمارستانی و هتلی) نوعی پادری مدرن و شیک است که به عنوان سیستم ورودی ساختمان، جهت جلوگیری از ورود گرد و غبار
به داخل و در نتیجه تمیز ماندن داخل ساختمان و کم کردن هزینه نظافت است.